# Хомяковы
Хомяковы — древние дворянские роды.
Первый, записанный в VI части родословной книги Рязанской губернии и происходящий от «выезжего иноземца» (1594), Потапа Хомякова, сын которого, Михаил, был рейтаром, внук Ларион состоял «по Рязани в городовых дворянех» (1691), а правнук Иван Ларионович был «выслан из приказа военных дел на службу в Полоцке» (1704). Из этого рода происходил писатель Алексей Степанович Хомяков.
'
Второй, записанный в VI части родословной книги Тульской губернии и восходящий к XVII веку. К нему принадлежал Фёдор Тимофеевич Хомяков, генерал-поручик, участник Полтавской битвы, крымского похода (1738) и шведской кампании (1742), позже он управлял тульской оружейной канцелярией.
Третий, записанный в VI части дворянской родословной книги Орловской губернии и ведущий начало от Владимира Семёновича Хомякова, жалованного царём Михаилом Фёдоровичем поместным окладом (1624).
При подаче документов (1686) для внесения рода в Бархатную книгу, была предоставлена родословная роспись Хомяковых.
Есть ещё один род Хомяковых, восходящий к началу XVIII века, и несколько родов более позднего происхождения..

## Происхождение и история рода
В историческом труде Г. Ф. Миллера: Известия о дворянах российских и Бархатной книге записано, что Хомяковы и Хомяковы-Языковы (один из потомков выехавшего назывался Энгулей Язык, выехали из Золотой Орды, в 1360м году, в качестве сборщика Ясака, родословная роспись их под № 464 и родословие Хомяковых включено в родословную роспись рода Языковых происходящих от потомка Хана Батый из Золотой Орды Энгулей-Язык, что обозначает происхождение рода Хомяковых от Языковых.
Предки рода Хомяковых, Борис и Алексей Богдановичи при великом князе Василии III Ивановиче в Смоленском походе (1514) были ловчими

## Описание гербов

#### Герб Хомяковых 1785 г.
В Гербовнике Анисима Титовича Князева 1785 года имеется изображение печати с гербом Николая Васильевича Хомякова: в серебряном поле щита изображено красное стропило с золотой каймой. Над стропилом две, а под стропилом одна коричневые табуретки. Щитодержатели: две (собаки?). Дворянский шлем и корона отсутствуют. На щите изображена птица повёрнутая вправо, сидящая на намёте.

#### Герб. Часть VI. № 22.
В щите, имеющем красное поле, изображены два золотых креста и между них серебряная подкова, шипами вниз обращённая.
Щит увенчан дворянскими шлемом и короной. Нашлемник: три страусовых пера. Намёт на щите красный, подложенный серебром.

## Известные представители
- Хомяков Никифор Иванович — сын боярский, осадный голова в Крапивне (1592—1594), в Епифани (1594—1604).
- Хомяков Иван Петрович — воевода в Царевококшайске (1614), в Нарыме (1614—1622) (три раза), в Козмодемьянске (1625).
- Хомяков Павел Никитич — воевода в Козельске (1615—1616).
- Хомяков-Языков Иван Петрович — дворянин московский (1627—1629).
- Хомяковы: Фатьян и Лукьян Ратаевичи — тульские городовые дворяне (1627—1629).
- Хомяков Фёдор Григорьевич — тарусский городовой дворянин (1627—1629).
- Хомяков Елисей Демидович — сын боярский, стольник, московский дворянин, отправлен на Дон с царским жалованием (1657), воевода в Богородицке (1666).
- Хомяков Демид — воевода в Дедилове (1664—1665), в Богородицке (1665).
- Хомяков-Языков Михаил Иванович — московский дворянин (1668—1677).
- Хомяков Герасим Минич — стольник царицы Евдокии Фёдоровны (1686), стольник царицы Натальи Кирилловны (1692), стольник (1693).
- Хомяковы: Максим и Кирилл Миничи — стольники царицы Евдокии Фёдоровны (1692).
- Хомяковы: Кузьма Григорьевич, Ларион Наумович, Афанасий Васильевич, Василий Нелюб, Василий Ерофеевич, Алексей Савельевич — московские дворяне (1658—1692).
- Хомяковы: Василий Петрович, Василий Елисеевич — стряпчие (1692)
- Хомяковы: Иван Васильевич, Мина и Иван Петровичи, Варфоломей Демидович — стольники (1692).
- Хомяков — поручик сводного егерского полка, погиб в сражении при Полоцке (5-6 августа 1812), его имя занесено на стену храма Христа Спасителя.
- Хомяков — прапорщик 11 егерского полка, погиб в Бородинском сражении (1812), его имя занесено на стену храма Христа Спасителя.
- Хомяков — штабс-ротмистр лейб-гвардейского гусарского полка, погиб в сражении при Лейпциге (04 октября 1813), его имя занесено на стену храма Христа Спасителя[7][5][8][9].
- Хомякова, Екатерина Михайловна (1817—1852) — хозяйка московского салона, жена А. С. Хомякова, мать Н. А. Хомякова, сестра Н. М. Языкова, друг Н. В. Гоголя.